# Ixodes werneri
Ixodes werneri är en fästingart som beskrevs av Glen M. Kohls 1950. Ixodes werneri ingår i släktet Ixodes och familjen hårda fästingar. Inga underarter finns listade i Catalogue of Life.